# デイビッド・ニュオル・ヴィンセント
デイビッド・ニュオル・ヴィンセント（David Nyuol Vincent、1981年2月8日 - ）は、南スーダン出身ディンカ族の平和活動家、著者、NGOピースパレット共同設立者である。2004年にオーストラリアへ特別人道ビザで渡航後、メルボルン大学で犯罪学と政治学を同時取得で卒業。英語、ディンカ語、スワヒリ語、アラビア語を話す。2012年５月、ピースパレットの活動の一環として来日し、北海道の南富良野町を訪れている。

## 経歴

### 生い立ち
1981年2月8日に、当時のスーダン南部、現在の西バハル・アル・ガザール州ワーウ町で生まれる。
実父のヴィンセント・マンゴック（1948年 - ）は、現南スーダンのワラブ州トゥラレイ町出身。母親テレサ・アンソニーはバイ族として西バハル・アル・ガザール州ワーウ町出身。

### 実績、表彰
2007年、ビクトリア州多文化委員会 (VCM: Victoria Multicultural Commission) より地域開発優秀賞受賞。
同年以降現在、国連高等難民弁務官（UNHCR)の擁護員。
2008年、ビクトリア州機会均等および人権委員会 (VEOHR: Victoria Equal opportunity and Human Rights Commission) にて青年大使に選抜。
2011年、オーストラリアのエイジ紙で、メルボルンで最も影響力のある人100人に選抜。
2011年7月に自伝"A Boy Who Wouldn't Die"を出版しオーストラリア全土でベストセラーになる。
2012年、多文化促進が認められ、オーストラリア首相官邸によりオーストラリア民間大使に選ばれる。